# The Invitation (film 2015)
The Invitation è un film del 2015 diretto da Karyn Kusama.
Il film è stato presentato al festival South by Southwest il 13 marzo 2015 e ha avuto l'anno seguente una limitata diffusione nelle sale statunitensi e spagnole, finendo poi nei circuiti di diffusione video e televisivi.

## Trama
Los Angeles. Sono due anni che Will non vede l’ex moglie Eden, dalla quale si è separato dopo la morte di loro figlio Ty, così, quando la donna e il nuovo marito David organizzano una rimpatriata nella loro vecchia casa, Will, accompagnato dalla fidanzata Kira, accetta. Oltre a Will e Kira, Eden e David, hanno invitato anche i vecchi amici Claire, Ben, Tommy, Miguel, Gina e Choi, ma anche due nuovi amici, la stravagante Sadie e il taciturno Pruitt; all’appello però manca Choi, marito di Gina, che è un noto ritardatario.
Fin da subito Will capisce che per lui non sarà una serata facile; infatti, già scosso per aver dovuto sopprimere un coyote che ha accidentalmente investito durante il tragitto, è sia turbato di ritrovarsi con la sua ex in una casa piena di ricordi del figlio, sia sospettoso nei confronti di Eden (secondo lui troppo serena) e David (es.: tiene la porta d’ingresso chiusa a chiave, si riferisce agli invitati come "scelti"). Dopo essere stato mandato a raccogliere della legna per il camino da Eden, Will nota dal giardino la sua ex moglie che mette qualcosa nel cassetto della sua camera da letto e una volta andato a controllare, trova delle pastiglie di fenobarbital. 
Ben presto David ed Eden confessano di aver aderito, insieme a Sadie e Pruitt, ad una setta con base in Messico che vuole normalizzare e far accettare senza paura o vergogna il passaggio dalla vita alla morte giacché lo ritengono un rimedio naturale alla sofferenza terrena e, così, mostrano agli amici un filmato in cui il capo della setta, il Dr. Joseph, disquisisce sul dolore mentre assiste all’agonia di una giovane donna che sta morendo. Ciò mette tutti un po’ a disagio e quando Pruitt confessa di aver ucciso accidentalmente sua moglie mentre era ubriaco ma che, dopo aver aderito alla setta, ha perdonato se stesso e ora non vede l’ora di rincontrare la donna nell’aldilà, Claire decide di andarsene così l’uomo, con la scusa di averle bloccato la macchina con la sua, la accompagna osservato come un falco da Will che, però, viene distratto e rimproverato da David. 
Per evitare altre discussioni, Will, finita la cena, esce in giardino e, dopo aver rifiutato le avances di Sadie, riesce a sentire un messaggio vocale di Choi (inspiegabilmente in casa i cellulari non prendono) in cui dice chiaramente di essere arrivato da Eden prima di tutti gli altri; è così che Will accusa Eden e David di aver fatto del male a Choi e di tenere loro prigionieri con cibo e alcol ma, pochi minuti dopo, il suo castello accusatorio cade con l'arrivo dell'amico che, sebbene fosse effettivamente arrivato per primo alla casa, aveva dovuto fare marcia indietro perché richiamato al lavoro.
Will, temendo di essere ritenuto paranoico, si isola e, dopo essere entrato nella camera di Ty e aver visto David accendere una lanterna rossa in giardino, inizia a frugare tra le cose di Eden e David trovando un video-messaggio del capo della setta in cui allude a un'azione comune da mettere in atto quella sera in modo da ottenere il “premio”. È così che quando Eden e David invitano tutti a guardarsi l’un l’altro e a brindare a un mondo migliore con un liquore servito con molta attenzione e grande solennità, Will reagisce brutalmente riuscendo a impedire a tutti, tranne Gina, di bere e causando un attacco isterico in Sadie che, scagliatasi contro di lui perché reo di “aver rovinato tutto”, finisce per battere la testa contro un mobile e svenire. 
È così che mentre gli ospiti, accortisi anche che Gina non respira e presenta chiari segni di avvelenamento, tentano di rianimarla e di chiamare il 911 (non riuscendoci perché in casa non c’è campo), le porte sono chiuse e le finestre hanno le inferriate, David, Eden, Pruitt e Sadie - che si è ripresa - gettano la maschera e si scagliano contro gli ospiti col chiaro intento di sterminarli. 
Dopo che David uccide Miguel, Pruitt uccide Choi e Ben ed Eden, dopo aver ferito Will, si spara allo stomaco, Kira, recuperato un attizzatoio dalle mani di Sadie che sta morendo in seguito alle ferite riportate durante una precedente colluttazione con Will, uccide Pruitt e Tommy accoltella a morte David. 
Salvi, Will e Kira, dopo aver portato Eden, agonizzante, a morire in giardino e mentre aspettano Tommy che vuole recuperare il corpo del marito Miguel, si accorgono che la città sotto di loro è piena di lanterne rosse come quella accesa da David e il silenzio della notte è rotto da un crescente di allarmi, sirene di polizia e ambulanze e di elicotteri in volo e così capiscono che la setta ha agito su larga scala.

## Produzione
Il film è stato annunciato per la prima volta nel 2012, occasione in cui sono stati rivelati titolo, cast, regista e sceneggiatori. Nel 2014 è stato invece annunciato il completamento della produzione dell'opera e che sarebbe stata distribuita da Gamechanger Films. Prima della pubblicazione del film, la regista l'ha definito come "una metafora di ciò che l'incubo dell'ansia è davvero, ossia l'irrazionale sensazione secondo cui le persone attorno a te stanno cercando di farti del male". Il budget speso per l'opera è di 1 milione di dollari.

## Distribuzione
Il film è stato presentato per la prima volta durante il festival South by Southwest il 13 maggio 2015. Una volta che anche la Drafthouse Films ha acquisito i diritti per la distribuzione del film, l'opera è approdata nel circuito cinematografico ed è stata presentata anche al Film Festival di Londra. The Invitation è successivamente approdato nel mercato home video (in edizione limitata) ed in quello on demand. In Italia è presente nel catalogo di Prime Video.

## Accoglienza

### Critica
Sulla piattaforma Rotten Tomatoes, il film ha ottenuto l'apprezzamento dell'89% sulla base di 107 recensioni, con un punteggio di 7,60 punti su 10. Su Mediacritic ha ottenuto invece un punteggio di 74 su 100, sulla base di 21 recensioni.

### Pubblico
Al botteghino il film ha incassato 354.835 dollari.